# Isla Bubembe
La isla Bubembe es una isla situada en el lago Victoria, en el interior del país africano de Uganda. En ella se encuentra el templo de Mukasa, de gran importancia simbólica para los buganda.
La isla Bubembe es una de las 84 islas en el lago Victoria conocidas como las islas Ssese. Estas islas pertenecen al distrito de Kalangala y se encuentran en la sección noroeste del lago Victoria. Muchas de ellas están deshabitadas o sólo están pobladas por unos pocos pescadores. Por el contrario, los bosques y pantanos alrededor de sus costas hacen de las islas un buen hábitat para las aves, incluidas la cigüeña con cabeza de ballena, garzas, gansos, loros grises, martines pescadores y águilas pescadoras. La tierra, prácticamente virgen, es rica en vida vegetal y, según se informa, muchas de las especies son nuevas para los botánicos. Entre las especies animales que pueblan la zona destacan los hipopótamos y los cocodrilos, que se encuentran cerca de las orillas, y los antílopes, que vagan libremente, al igual que el tímido antílope Sitatunga. En las zonas boscosas, los chimpancés y los monos son libres entre los árboles. Los monos verdes, los monos colobus y una prolífica variedad de aves acuáticas y árboles se encuentran allí, incluyendo mariposas de colores por todas partes.

## Acceso
La isla de Bubembe está a nueve horas en barco de vapor desde Port Bell, o a 45 minutos en ferry local desde Bukakata. Desde la isla de Bugala hay un viaje en barco de tres horas hasta la isla de Bukasa o dos horas hasta Bubembe.